# レクサス・LF-X
レクサス・LF-Xは2003年のニューヨークショーで発表されたコンセプトカーである。2003年発表時はHPXという車名で発表され、同年の東京モーターショーでLF-Xに車名が変更された。コンセプトは「SUVの力強さにスポーツセダンの洗練をクロスオーバーさせたレクサス新世代のあり方の提案」。

## 概要
LF-Xは2003年の東京モーターショーでLF-Sとともに展示されたSUVスタイルのコンセプトカーで、カリフォルニア州にあるトヨタのデザインスタジオ「CALTY」でデザインされたボディにLS430と共通の4.3L V型8気筒DOHCエンジンを搭載。プラットフォームはGS430のものを使用。
インストルメントパネルはサイズや位置、色のカスタマイズが可能。

## 参照
1. ↑  https://www.webcg.net/articles/-/16601
2. ↑  https://global.toyota/jp/detail/1611734
3. ↑  https://www.webcg.net/articles/-/15797
4. ↑  https://lexus.jp/models/concept-cars/